# Пруга Панчево—Кикинда
Железничка пруга Панчево—Кикинда налази се у Војводини, на територији Србије. Дугачка је 77,4 километара.
Пруга прелази више река на мостовима; у Зрењанину реку Бегеј а код Орловата реку Тамиш.

## Историја
Стварање линије на територији јужног дела Краљевине Угарске било је предвиђено већ планом мађарског министра за јавне радове из 1867. године. Изградња пруге трајала је до 1883. године, али је то била само деоница до Зрењанина. Дана 8. јуна свечано је отворена моношина. Линија је служила не само за локални превоз, већ су њиме саобраћали возови од Панчева до Беча или Будимпеште. Градњи пруге допринела је тадашња мађарска жупанија, као и поједине општине које су пругом биле повезане. Линија у путничком и теретном саобраћају заменила је бродарство на војвођанским каналима. Године 1894. линија је продужена на југ до Панчева.
Пут је последњи пут реконструисан 1935. године. Саобраћај на прузи је опао након 1992. године у вези са увођењем економских санкција и успоравањем индустријске производње у земљи. Лоше техничко стање линије значило је смањење брзине путовања, што је довело до тога да је линија престала да буде конкурентна аутобуском саобраћају и постала значајна углавном за превоз великих количина терета који се није могао безбедно транспортовати друмом. Међутим, неке врсте терета морају да иду око Сенте и Суботице због лошег техничког стања пута.
У 2008.  години, била је предвиђена реконструкција једноколосечне неелектрификоване пруге у укупном износу од 25 милиона евра, што би захтевало и куповину нових возова.

## Станице
- Панчево
- Качарево
- Креп
- Дебељача
- Ковачица
- Уздин
- Томашевац
- Орловат
- Лукићево
- Зрењанин
- Елемир
- Меленци
- Кумане
- Нови Бечеј
- Ново Милошево
- Кикинда